# Liste der Kulturdenkmäler in Niederfell
In der Liste der Kulturdenkmäler in Niederfell sind alle Kulturdenkmäler der rheinland-pfälzischen Ortsgemeinde Niederfell einschließlich des Ortsteils Kühr aufgeführt. Grundlage ist die Denkmalliste des Landes Rheinland-Pfalz (Stand: 27. Oktober 2023).

## Einzeldenkmäler
| Bezeichnung                           | Lage                                           | Baujahr                 | Beschreibung                                                                                       | Bild                           |
| ------------------------------------- | ---------------------------------------------- | ----------------------- | -------------------------------------------------------------------------------------------------- | ------------------------------ |
| Kapelle                               | Niederfell, Bachstraße Lage                    | 19. Jahrhundert         | Kapelle, 19. Jahrhundert; drei Skulpturen, 19. Jahrhundert                                         | weitere Bilder Fotos hochladen |
| Schwalbermühle                        | Niederfell, Bachstraße 6 Lage                  | 19. Jahrhundert         | dreigeschossiger Krüppelwalmdachbau, teilweise verputztes Fachwerk (Dachgeschoss), 19. Jahrhundert | Fotos hochladen                |
| Wohnhaus                              | Niederfell, Engelstraße 3 Lage                 | 18. Jahrhundert         | Fachwerkhaus, teilweise verputzt, 18. Jahrhundert                                                  | Fotos hochladen                |
| Madonna                               | Niederfell, Kehrstraße, an Nr. 24 Lage         |                         | Barockmadonna in expressionistischer Nische                                                        | Fotos hochladen                |
| Katholische Pfarrkirche St. Lambertus | Niederfell, Kirchstraße Lage                   | 1792                    | Saalbau, 1792, Architekt Michael Wirth, Erweiterung 1872; Turm 1955                                | Fotos hochladen                |
| Grabkreuze                            | Niederfell, Kirchstraße, neben der Kirche Lage | 18. und 19. Jahrhundert | 39 Grabkreuze, 18. und 19. Jahrhundert                                                             | Fotos hochladen                |
| Wohnhaus                              | Niederfell, Moselstraße 7 Lage                 | 18. Jahrhundert         | Fachwerkhaus, teilweise massiv, 18. Jahrhundert                                                    | Fotos hochladen                |
| Wohnhaus                              | Niederfell, Moselstraße 15 Lage                | um 1900                 | stattliches Fachwerkhaus, um 1900 als Wohnhaus errichtet, vormals Gasthaus und Treidelstation      | Fotos hochladen                |
| Wegekreuz                             | Kühr, Marktstraße                              | 1652                    | Wegekreuz, bezeichnet 1652                                                                         | Fotos hochladen                |
| Domhof                                | Kühr, Marktstraße 93/95 Lage                   | 13. Jahrhundert         | Putzbau, Schildgiebel, im Kern aus dem 13. Jahrhundert, Umbau im 16. Jahrhundert, renoviert 1987   | Fotos hochladen                |
| Röderkapelle                          | südlich des Ortes Lage                         | 1912                    | Saalbau, 1912 erbaut                                                                               | Fotos hochladen                |
| Kapelle                               | südöstlich des Ortes am Arkenwälder Hof Lage   | 18. Jahrhundert         | Kapelle, Bruchsteinbau, 18. Jahrhundert                                                            | Fotos hochladen                |
| Försterhof                            | südöstlich des Ortes Lage                      | um 1800                 | Krüppelwalmdachbau, Fachwerk verputzt, um 1800, Stall, Brunnen; Gesamtanlage                       | Fotos hochladen                |

## Ehemalige Kulturdenkmäler
| Bezeichnung | Lage                            | Baujahr         | Beschreibung | Bild            |
| ----------- | ------------------------------- | --------------- | --- | --------------- |
| Hofanlage   | Niederfell, Kehrstraße 16 Lage  | 19. Jahrhundert | Hofanlage; Bruchschieferbau, 19. Jahrhundert, Fachwerkscheune, teilweise massiv; bauliche Gesamtanlage; wegen Umbau des vormaligen Scheunenanbaus aus Denkmalliste gelöscht | Fotos hochladen |
| Wohnhaus    | Niederfell, Kirchstraße 13 Lage | 1789            | Krüppelwalmdachbau, bezeichnet 1789; aus Denkmalliste gelöscht | Fotos hochladen |